# Ganglion

Ganglion spinale.

Ett ganglion (plural ganglier) är inom neurologin en nervknut, en anhopning av nervcellskroppar i det perifera nervsystemet. Ett exempel på ett ganglion är ganglion spinale som är en ansamling av nervcellskropparna till de sensoriska pseudounipolära nervcellerna, vilka har till uppgift att föra sensorisk information från periferin till det centrala nervsystemet. Själva gangliet bildas genom att alla nervcellskroppar lägger sig på led bredvid ryggmärgen, och bildar en anatomiskt avgränsad struktur.
I det autonoma nervsystemet är fibrer från det centrala nervsystemet till ganglier kända som preganglionära fiber, medan ganglier till effektorgan kallas postganglionära fibrer.

## Basala ganglier
Termen ganglion hänsyftar vanligtvis till det perifera nervsystemet. I hjärnan finns dock de basala ganglierna, som är ett äldre samlingsnamn för en grupp strukturer kopplade till funktioner som motorik, kognition, känslor och inlärning.

### Webbkällor
1. ↑    -  Ganglion i Nationalencyklopedins nätupplaga. Läst 20 november 2018.